# Admetovis
Admetovis är ett släkte av fjärilar. Admetovis ingår i familjen nattflyn.
Kladogram enligt Catalogue of Life:
| Admetovis | \| \| Admetovis oxymorus \| \| \| \| \| \| Admetovis similaris \| \| \| \| |
|           | \| \| Admetovis oxymorus \| \| \| \| \| \| Admetovis similaris \| \| \| \| |
|           | Admetovis oxymorus                                                         |
|           |                                                                            |
|           | Admetovis similaris                                                        |
|           |                                                                            |